# Sarah Jane Baines
Pour les articles homonymes, voir Baines.
Sarah Jane Baines (30 novembre 1866 — 20 février 1951) est une féministe, suffragette et réformatrice sociale britannico-australienne. Elle est la première suffragette à être jugée par un jury. Elle est connue dans le mouvement suffragiste sous le nom de « Jennie Baines ». 

## Biographie
Sarah Jane Baines naît à Birmingham, en Angleterre, en 1866, fille de Sarah Ann née Hunt et de James Edward Hunt, fabricant d'armes à feu. 
Elle commence à travailler à l'usine de munitions de Joseph Chamberlain, puis elle s'enrôle dans l'Armée du Salut et fait de l'évangélisation dans une mission indépendante de travailleurs à Bolton. 

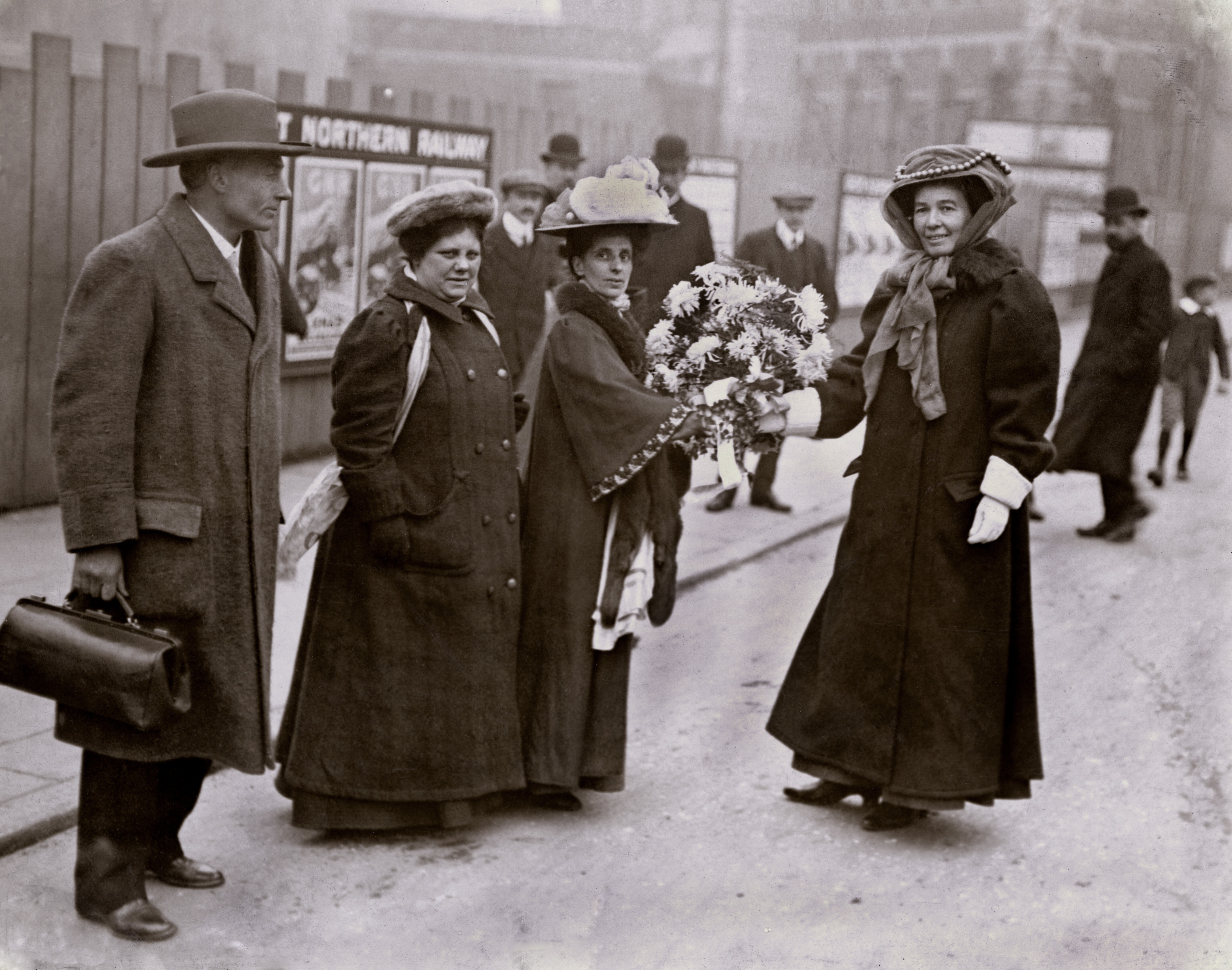
Emmeline Pethick Lawrence reçoit un bouquet de fleurs de Jennie Baines, en présence de Flora Drummond et Frederick Pethick-Lawrence.

Elle se marie le 26 septembre 1888, à Bolton, avec George Baines, bottier et cordonnier et le couple a cinq enfants entre 1888 et 1899,. 
Annie Kenney estime qu'elle est «l'une des femmes les plus gentilles que l'on puisse rencontrer, une révolutionnaire née». Elle rejoint le Parti travailliste indépendant, le comité d'alimentation des écoliers et le comité des chômeurs.

## Activités pour le droit de vote des femmes
En octobre 1905, Baines apprend l'arrestation des suffragettes Annie Kenney et Christabel Pankhurst pour voies de fait, ce qui la motive à rejoindre la Women's Social and Political Union d'abord comme bénévole, puis, à partir de février 1908, elle est organisatrice rémunérée, avec un salaire de 2 £ par semaine. Elle est notamment chargée d'organiser des rassemblements publics, de perturber des réunions et de créer de nouvelles branches de la WSPU dans le Nord de l'Angleterre et les Midlands. 
Plus tard cette même année, en novembre 1908, Baines est jugée pour tenue d'une réunion illégale au Coliseum de Leeds. Elle est condamnée à six semaines de prison à Armley Goal, Leeds. 
Baines est emprisonnée une quinzaine de fois pour sa participation à des manifestations. Elle est emprisonnée pour obstruction avec douze autres personnes, dont Mary Leigh, Lucy Burns, Alice Paul, Emily Davison et Mabel Capper, en juillet 1909, pour avoir tenté d'interrompre une réunion publique de Lloyd George à Limehouse. 
Baines tente, sous le nom de Lizzie Baker, avec Gladys Evans et Mary Leigh et Mabel Capper, d'incendier le Théâtre Royal de Dublin la veille de la visite du Premier ministre Herbert Henry Asquith, venu parler du Home Rule, en juillet 1912. Elle est condamnée à sept mois de travaux forcés à la prison de Central Bridewell, à Dublin. Elle fait une grève de la faim et est libérée au bout de cinq jours. 

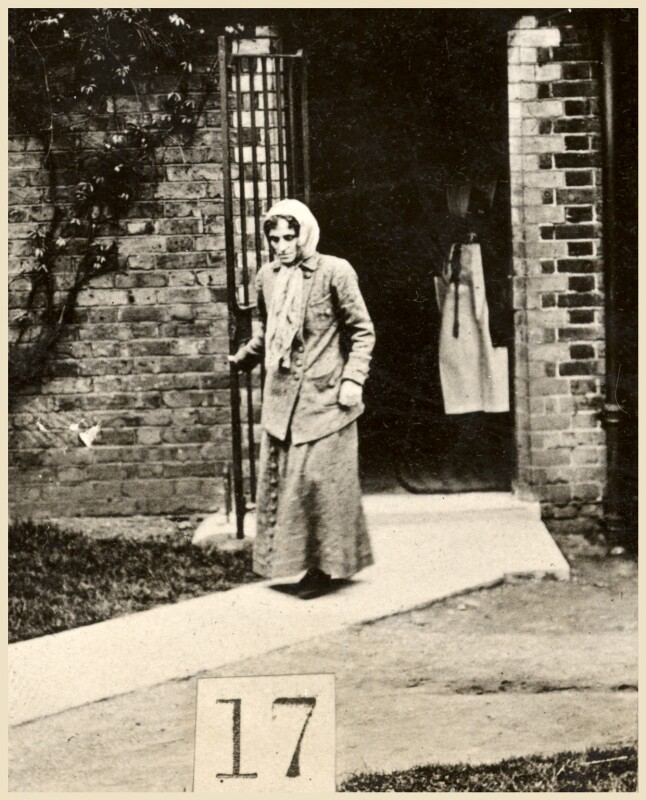
Jennie Baines, prisonnière en 1914.

L'année suivante, le 8 juillet 1913, avec son mari George et son fils Wilfred, Baines est accusée d'avoir tenté de bombarder des wagons de première classe sur une voie ferrée du Lancashire et du Yorkshire et d'avoir laissé du matériel suffragiste près de l'endroit où ils vivaient à Manchester. Une bombe, un revolver chargé, des masques et des outils de coupe et deux catapultes sont trouvés chez eux et Baines est de nouveau arrêtée, en vertu du Cat and Mouse Act, et emprisonnée à la prison de Holloway. Elle entame une grève de la faim, et est libérée dans un « état très grave ». 
Baines souffrait de chorée  de Sydenham, ce qui empêche qu'elle soit nourrie de force. Baines reçoit une Hunger Strike Medal « pour la vaillance ». 
En mai 1913, elle est à nouveau arrêtée pour obstruction lors d'une réunion à Hyde Park, et condamnée à un mois de prison. Les dirigeants du WSPU estiment qu'elle n'est pas en état de supporter un nouveau séjour en prison  et exfiltrent Baines et sa famille au pays de Galles, d'où ils prennent un navire à destination de l'Australie, avant le procès prévu en novembre 1913. Le procès s'est poursuivi et a acquitté George et Wilfred Baines.

## Vie en Australie
Baines arrive à Melbourne, en décembre 1913, alors âgée de 47 ans. 
La famille s'installe à Fitzroy, et rejoint le Parti socialiste victorien et le Parti travailliste. Elle rejoint la Women's Political Association dès janvier 1914  et est cofondatrice de la Women's Peace Army. Avec Adela Pankhurst, elle fait campagne contre la conscription de la Première Guerre mondiale en 1916-1917,. Toutes deux sont condamnés à neuf mois d'emprisonnement, mais sont libérés en appel pour des raisons juridiques . 
Baines est de nouveau emprisonné en mars 1919 pour avoir battu le drapeau rouge interdit sur le Yarra Bank, elle fait une grève de la faim et est libéré après quatre jours, par décision du procureur général. 
En 1920, Baines aide à établir le Parti communiste à Victoria, dont elle est exclue cinq ans plus tard, puis rejoint le Parti travailliste. 
En 1926, la famille s'installe à Port Melbourne et Baines est nommée magistrate spéciale au tribunal pour enfants de 1928 à 1948.

## Postérité
Bien que ses activités après la Seconde Guerre mondiale soient réduites du fait de sa vue défaillante, elle prend la parole en public quelques mois avant sa mort le 20 février 1951, à Port Melbourne.

### Liens extérieurs
- Notices d'autorité :   - VIAF
  - GND
- Notices dans des dictionnaires ou encyclopédies généralistes :   - Australian Dictionary of Biography
  - The Australian Women's Register
  - Oxford Dictionary of National Biography
- Surveillance Photograph of Militant Suffragettes' - Image of Jennie Baines at the National Portrait Gallery.
- Jennie Baines' by Criminal Record Office - Image of Jennie Baines at the National Portrait Gallery